# Bahnstrecke Cloppenburg–Ocholt
| Schienenbus im Bahnhof Scharrel |                             |                                               |                                  |
| |                             |                                               |                                  |
| Streckennummer (DB): | 1521                        |                                               |                                  |
| Kursbuchstrecke (DB): | ex 220d (1961), 220f (1950) |                                               |                                  |
| Kursbuchstrecke: | 220h (1946)                 |                                               |                                  |
| Streckenlänge: | 62,5 km                     |                                               |                                  |
| Spurweite: | 1435 mm (Normalspur)        |                                               |                                  |
| Maximale Neigung: | 10 ‰                        |                                               |                                  |
| Minimaler Radius: | 230 m                       |                                               |                                  |
| Streckengeschwindigkeit: | 40 km/h                     |                                               |                                  |
| |                             |                                               |                                  |
| \| \| \| ehem. Strecke von Ellenserdamm \| \| \| \| \| Strecke von Oldenburg \| \| \| \| 62,5 \| Westerstede-Ocholt \| 5 m[1] \| \| \| \| Strecke nach Leer \| \| \| \| 57,5 \| Godensholt \| Godensholt \| \| \| 57,0 \| Anst Godensholt Westfalen AG \| Anst Godensholt Westfalen AG \| \| \| 54,6 \| Carolinenhof (bis ca. 1955 Bf) \| Carolinenhof (bis ca. 1955 Bf) \| \| \| 52,5 \| Barßel \| Barßel \| \| \| \| Soeste \| \| \| \| \| Elisabethfehnkanal (Klappbrücke) \| \| \| \| 49,4 \| Elisabethfehn \| 5 m[1] \| \| \| 45,9 \| Strücklingen \| Strücklingen \| \| \| 42,4 \| Ramsloh \| 4 m[1] \| \| \| 39,7 \| Anst Scharrel Brinkmann \| Anst Scharrel Brinkmann \| \| \| 39,0 \| Scharrel \| Scharrel \| \| \| 36,8 \| Anst Scharrel Union \| Anst Scharrel Union \| \| \| 34,9 \| Sedelsberg \| Sedelsberg \| \| \| \| Küstenkanal \| \| \| \| 26,3 \| Friesoythe \| 9 m[1] \| \| \| 26,0 \| Friesoythe \| Friesoythe \| \| \| 24,8 \| Anst Friesoythe Bruns \| Anst Friesoythe Bruns \| \| \| 24,8 \| Anst Friesoythe Leitungswerk \| Anst Friesoythe Leitungswerk \| \| \| 19,8 \| Bösel \| 17 m[1] \| \| \| 12,6 \| Garrel \| 20 m[1] \| \| \| 6,2 \| Staatsforsten-Varrelbusch (ehem. Varrelbusch) \| 42 m[1] \| \| \| 2,9 \| Bethen \| Bethen \| \| \| \| Strecke nach Oldenburg \| \| \| \| 0,0 \| Cloppenburg \| 43 m[1] \| \| \| \| Strecke nach Osnabrück \| \| |                             |                                               |                                  |
| Strecke (außer Betrieb) |                             | ehem. Strecke von Ellenserdamm                | ehem. Strecke von Ellenserdamm   |
| Abzweig ehemals geradeaus und von links |                             | Strecke von Oldenburg                         | Strecke von Oldenburg            |
| Bahnhof | 62,5                        | Westerstede-Ocholt                            | 5 m                              |
| Abzweig geradeaus und nach rechts |                             | Strecke nach Leer                             | Strecke nach Leer                |
| ehemaliger Haltepunkt / Haltestelle | 57,5                        | Godensholt                                    | Godensholt                       |
| Blockstelle | 57,0                        | Anst Godensholt Westfalen AG                  | Anst Godensholt Westfalen AG     |
| Haltepunkt / Haltestelle | 54,6                        | Carolinenhof (bis ca. 1955 Bf)                | Carolinenhof (bis ca. 1955 Bf)   |
| Haltepunkt / Haltestelle | 52,5                        | Barßel                                        | Barßel                           |
| Brücke über Wasserlauf |                             | Soeste                                        | Soeste                           |
| Brücke über Wasserlauf |                             | Elisabethfehnkanal (Klappbrücke)              | Elisabethfehnkanal (Klappbrücke) |
| Bahnhof | 49,4                        | Elisabethfehn                                 | 5 m                              |
| Bahnhof | 45,9                        | Strücklingen                                  | Strücklingen                     |
| Bahnhof | 42,4                        | Ramsloh                                       | 4 m                              |
| Blockstelle | 39,7                        | Anst Scharrel Brinkmann                       | Anst Scharrel Brinkmann          |
| Bahnhof | 39,0                        | Scharrel                                      | Scharrel                         |
| Blockstelle | 36,8                        | Anst Scharrel Union                           | Anst Scharrel Union              |
| Kopfbahnhof Strecke ab hier außer Betrieb | 34,9                        | Sedelsberg                                    | Sedelsberg                       |
| Brücke über Wasserlauf (Strecke außer Betrieb) |                             | Küstenkanal                                   | Küstenkanal                      |
| Bahnhof (Strecke außer Betrieb) | 26,3                        | Friesoythe                                    | 9 m                              |
| Haltepunkt / Haltestelle Strecke bis hier außer Betrieb | 26,0                        | Friesoythe                                    | Friesoythe                       |
| Blockstelle | 24,8                        | Anst Friesoythe Bruns                         | Anst Friesoythe Bruns            |
| Blockstelle | 24,8                        | Anst Friesoythe Leitungswerk                  | Anst Friesoythe Leitungswerk     |
| Bahnhof | 19,8                        | Bösel                                         | 17 m                             |
| Bahnhof | 12,6                        | Garrel                                        | 20 m                             |
| Bahnhof | 6,2                         | Staatsforsten-Varrelbusch (ehem. Varrelbusch) | 42 m                             |
| Haltepunkt / Haltestelle | 2,9                         | Bethen                                        | Bethen                           |
| Abzweig geradeaus und von links |                             | Strecke nach Oldenburg                        | Strecke nach Oldenburg           |
| Bahnhof | 0,0                         | Cloppenburg                                   | 43 m                             |
| Strecke |                             | Strecke nach Osnabrück                        | Strecke nach Osnabrück           |

Die Bahnstrecke Cloppenburg–Ocholt ist eine nur noch teilweise bestehende, eingleisige, nicht elektrifizierte Nebenbahn in Niedersachsen.

## Geschichte

### Bis 1973

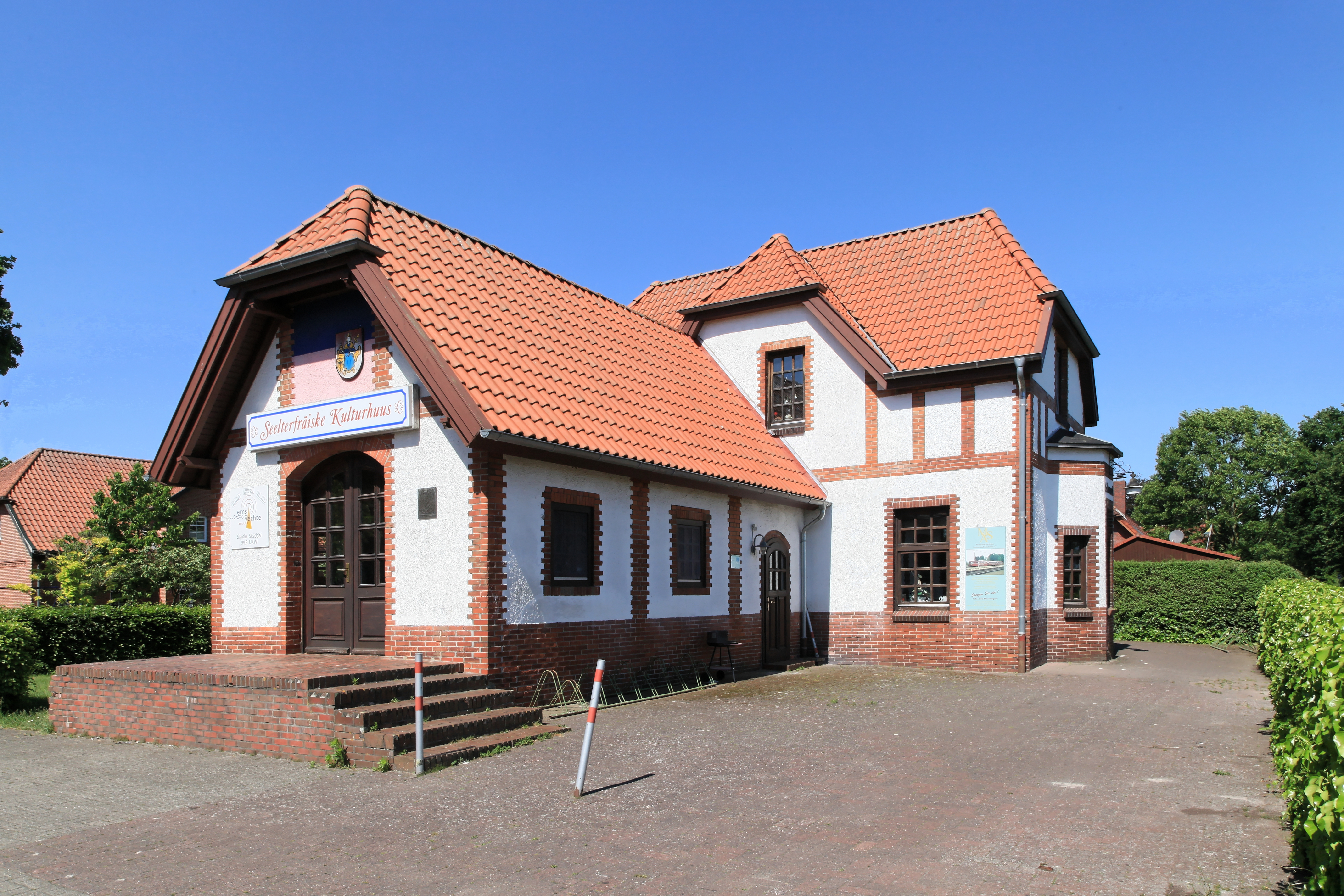
Bahnhof Scharrel

Eröffnet wurde sie zunächst als Stichbahn Cloppenburg–Friesoythe am 1. Oktober 1906 durch die Großherzoglich Oldenburgischen Staatseisenbahnen (GOE). Ein Jahr später, am 1. Oktober 1907 wurde sie bis Scharrel verlängert, die Verbindung zur Bahnstrecke Oldenburg–Leer wurde am 1. September 1908 in Ocholt hergestellt.
1950 verkehrten täglich fünf Zugpaare über die ganze Strecke. Der Personenverkehr wurde am 29. September 1968 eingestellt, wobei der Verkehr seit Anfang der 1960er Jahre nur noch aus einem werktäglichen Zugpaar bestand.
1973 wurde die kombinierte Straßen- und Eisenbahnbrücke über den Küstenkanal wegen der Verbreiterung des Kanals abgebaut und durch eine reine Straßenbrücke ersetzt. Das Geld für eine Eisenbahnbrücke war nicht vorhanden, und infolgedessen wurde auch die Strecke zwischen Sedelsberg und Friesoythe ebenfalls abgebaut.

### Cloppenburg–Friesoythe nach 1973
Der Abschnitt Cloppenburg–Friesoythe wurde bis zum 1. Januar 1999 regelmäßig von DB Cargo befahren.
Seit 2004 gehört der Streckenabschnitt der von der Stadt Friesoythe gegründeten Friesoyther Eisenbahngesellschaft (damaliger Name Friesoyther Eisenbahninfrastruktur-Gesellschaft), welche einen Holzverkehr auf dieser Strecke ermöglicht. Außerdem finden seit 2006 mehrmals im Jahr Museumsbahnfahrten von Friesoythe nach Cloppenburg und zurück statt.
Im Jahr 2024 wurde in einer Voruntersuchung des Landes Niedersachsen der Streckenabschnitt Cloppenburg – Friesoythe als potenzieller Reaktivierungskandidat festgehalten. In dem Szenario sollen die Stationen Friesoythe, Bösel und Garrel für den Nahverkehr ertüchtigt und durch ein Triebfahrzeug im Stundentakt nach Cloppenburg bedient werden.
Im April 2025 fuhr erstmals ein Güterzug auf der Strecke von Cloppenburg zu einem Getreidelager in Garrel. Zuvor wurde die Strecke dafür saniert.

### Sedelsberg–Ocholt nach 1973
Am 1. April 2001 übernahm die Emsländische Eisenbahn die Strecke Ocholt–Sedelsberg für den symbolischen Preis von einer DM und betrieb den Güterverkehr weiter. Hauptfracht ist nach wie vor Torf, täglich verkehrt ein Güterzug.
Die Museumseisenbahn Ammerland-Saterland betrieb ab Mitte der 1990er Jahre an zwei Samstagen im Monat einen touristischen Personenverkehr in den Sommermonaten. Standort des Vereins, der sich seit 2013 Museumseisenbahn Ammerland-Barßel-Saterland nennt, ist der Lokschuppen in Ocholt an der Strecke Oldenburg–Leer. Zum Einsatz kommt meist die dreiteilige Schienenbusgarnitur, die auch die Gleise der DB befahren darf. Des Weiteren besaß der Verein noch eine Köf III und zwei Donnerbüchsen, diese wurden ausschließlich auf der Strecke zwischen Ocholt und Sedelsberg eingesetzt und sind mittlerweile verkauft.
Seit dem Jahre 2008 startete der Verein seine Fahrten von Bad Zwischenahn, seit 2014 von Oldenburg Hbf aus, das Ziel der Fahrten sind die Bahnhöfe Barßel, Elisabethfehn oder Scharrel. Nur selten wird der Endbahnhof Sedelsberg angefahren. Im Jahr 2019 war Leer/Ostfriesland erstmals Ausgangsbahnhof einer Kohlfahrt ins Saterland.
Seit einigen Jahren hat sich ein weiteres Angebot etabliert, mit „Schiff und Schiene“ veranstaltet die Museumsbahn regelmäßig Fahrten von Oldenburg Hbf aus direkt in den Leeraner Hafen, wo zu einer kleinen Kreuzfahrt auf das Schiff „Warsteiner Admiral“ umgestiegen wird.

## Unfall
Am 7. Juli 1944 kam es am Bahnübergang beim Flugplatz Varrelbusch zu einer Kollision zwischen einem Zug und einem Mannschaftswagen der Wehrmacht, bei dem alle neun Fahrzeuginsassen ums Leben kamen.